# HD 122510
HD 122510，又名CD-3110859，SAO 205123、HR 5268，是一颗恒星，视星等为6.18，位于銀經320.29，銀緯28.76，其B1900.0坐标为赤經13h 57m 13.2s，赤緯-31° 28.76′ 14″。